# زلمسدورف
زلمسدورف (به آلمانی: Selmsdorf) یک شهر در آلمان است که در نوردوست‌مکلنبورگ واقع شده‌است. زلمسدورف ۲٬۶۲۱ نفر جمعیت دارد.